# Kozo Yuki
Kozo Yuki (Kanagawa, 23 januari 1979) is een voormalig Japans voetballer.

## Carrière
Kozo Yuki speelde tussen 2002 en 2010 voor JEF United Ichihara Chiba, Sanfrecce Hiroshima en Fortuna Düsseldorf.